# Pomander Walk
Pomander Walk District se encuentra en Nueva York, Nueva York. Pomander Walk District se encuentra inscrito como un Distrito Histórico en el Registro Nacional de Lugares Históricos desde el 8 de septiembre de 1983. 

## Ubicación
Pomander Walk District se encuentra dentro del condado de Nueva York en las coordenadas 40°47′38″N 73°58′25″O / 40.793889, -73.973611.